# ボノボ

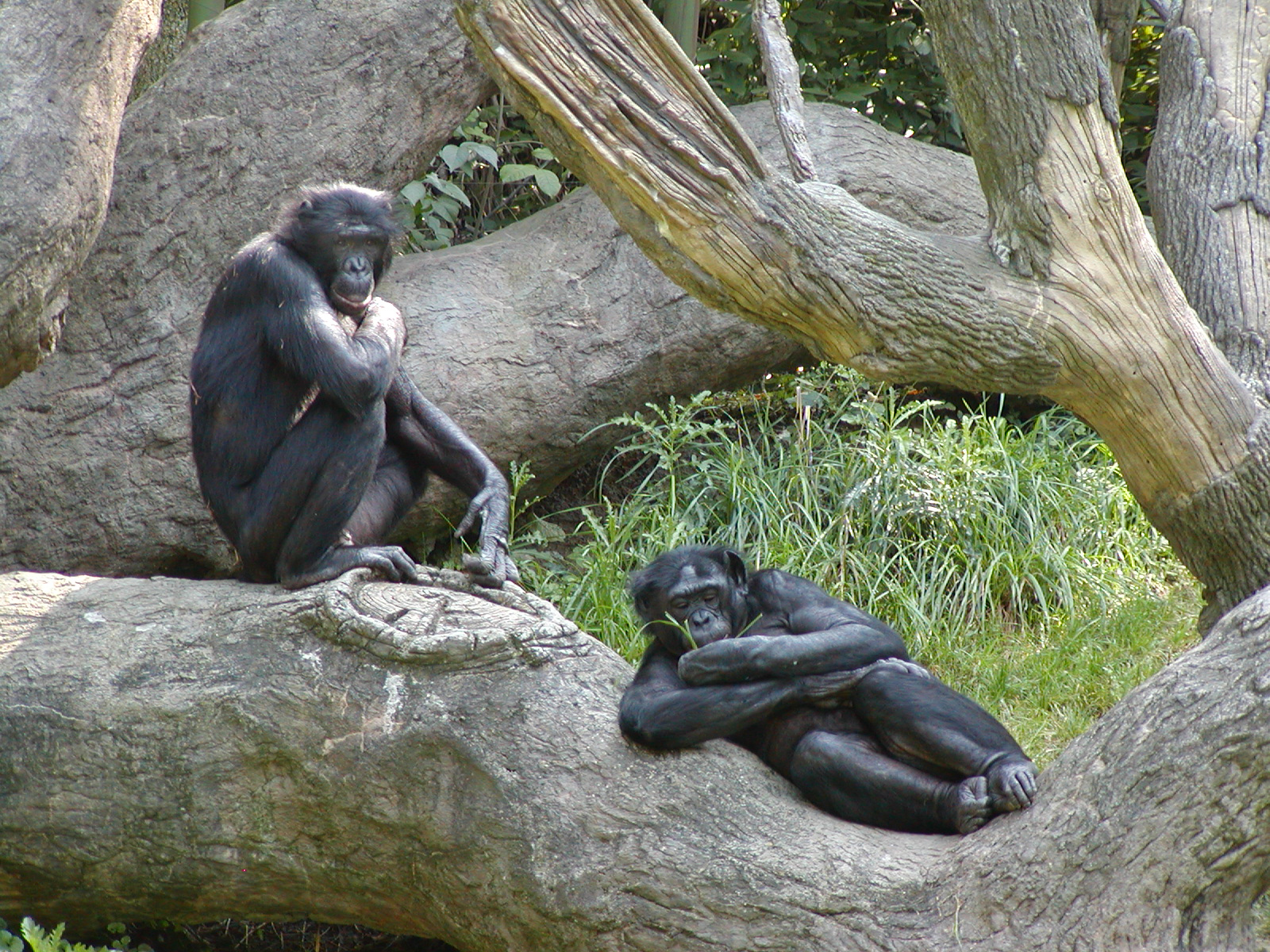
シンシナティ動物園の飼育個体

ボノボ（Pan paniscus）は、哺乳綱霊長目ヒト科チンパンジー属に分類される霊長類。別名ピグミーチンパンジー。

## 分布
コンゴ民主共和国中部

## 形態
体長オス73 - 83センチメートル、メス70 - 76センチメートル。体重オス42 - 46キログラム、メス25 - 48キログラム。同属のチンパンジーと比較すると、体型は細い。頭部の体毛は中央部で左右に分かれる。側頭部の体毛が直立し、外観では耳介が不明瞭。
チンパンジーに比べて上半身が小さく、それに比例して脳容量も小さい。赤ん坊はか細く、頼りない状態が長く続く。
顔の皮膚は黒い。同属のチンパンジーと比較すると、四肢は長い。
メスは発情すると性皮が膨張しピンク色になる。

## 分類
種小名 paniscus は属名 Pan と同義で、ギリシャ神話の神パンに由来する。
本種は1928年に初めて発見された。興味深いことに発見地は生息地であるアフリカではなく、ヨーロッパであった。ドイツ人の動物学者エルンスト・シュヴァルツ（Ernst Schwarz）が、ブリュッセル近郊Tervurenにあるベルギー領コンゴ博物館（現:王立中央アフリカ博物館）のチンパンジー標本を比較していた際に、これが従来のチンパンジーとは異なる新種であることを発見した。

## 生態

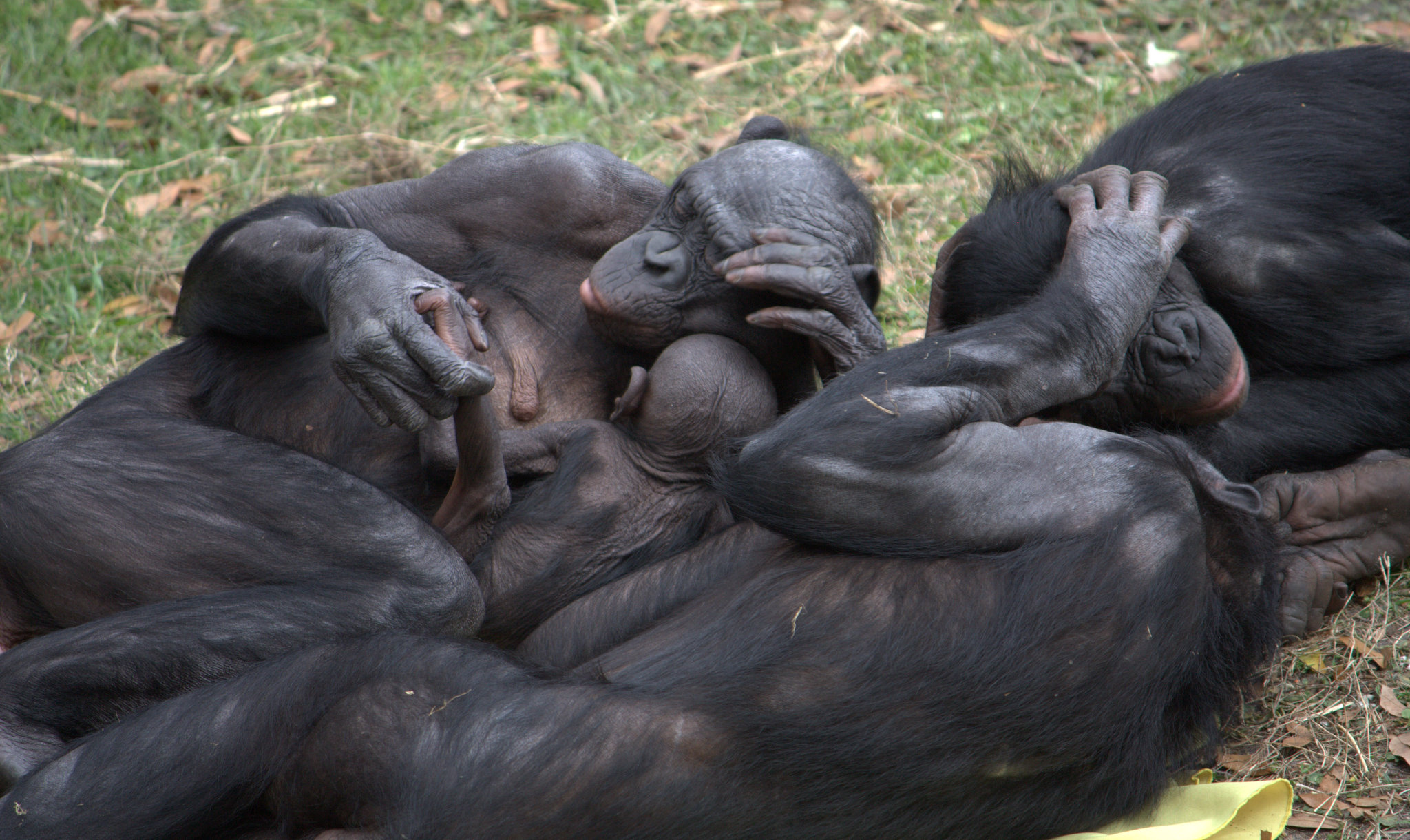
ボノボの群れ

野生のボノボの生態は、保護を目的として研究が進められた。また、加納隆至らは、コンゴの赤道州ワンバ地区で直接観察による調査を開始した。この調査は、内戦の影響による中断を経て、現在でも黒田末寿、古市剛史、伊谷原一らによって20年以上の長期にわたり続けられている。
低地にある一次林や二次林・湿地林に生息する。樹上棲だが、前肢の指関節外側を接地して地表を四足歩行（ナックルウォーク）することもある。昼行性で、夜間になると樹上に日ごとに違う寝床を作って休むことが多い。22 - 58平方キロメートルの行動圏内で生活し、1日あたり1.2 - 2.4キロメートルを移動する。複数頭の異性が含まれる50 - 120頭の群れを形成して生活するが、複数頭の異性が含まれる6 - 15頭の群れに分散することが多い。オスは産まれた群れに留まり、メスは別の群れに移動する（父系社会）。具体的には生後4 - 5年で母親や他個体から離れるようになり、生後10年ほどで他の群れに合流する。一方で群れの中心にいるのはメスで、採食などの際にはメスと幼獣がよりよい場所を独占してしまう。
植物の葉、芽、草本、果実、蜂蜜、昆虫、ミミズ、小型爬虫類、ウロコオリス類やリス類などの小型哺乳類などを食べる。群れの中で、食物を分配する行動が確認されている。他個体に手を差し出すことで食物の分配を要求し、この行動をされると最優位個体であっても拒否することは少ない。
チンパンジーよりも直立二足歩行が得意で、食物を運ぶときなどに数十メートルを直立二足歩行することもある。黒田末寿は、直立二足歩行がボノボの母親依存と言語獲得能力に関係しているのではないかと見ている。
個体間の闘争は、チンパンジーと異なりほとんど観察されていない。そのため、平和的な動物であると考えられることが多い。ただし、雑食性で小動物や他種のサルを狩ることはある。

### 繁殖
個体間で緊張が高まると擬似的な交尾行動（マウンティング）、オス同士で尻をつけあう（尻つけ）、メス同士で性皮をこすりつけあう（ホカホカ）などの行動により緊張をほぐす。マウンティングは霊長類広範で見られ、他の霊長類では優位なオス個体が上になるが、本種の場合は群れ内の地位と上下が一致しないことも多く互いに上下を入れ替えてマウンティングを繰り返すこともある。他の群れに対しては接近すると鳴き声を上げて興奮するが、特にメス同士は一時的に接触あるいは混在し、他の群れの個体に対し上記の性的行動・覗き込み（相手の顔を覗き込み、覗きこまれた方は通常相手から目を逸らす。若齢個体で顕著で、成熟に伴い頻度は下がる。）・後に毛づくろいを行うこともある。一方でオス間での他の群れとの関係は激しく争うことはないものの敵対的あるいは非友好的であると考えられ、他の群れに積極的に接近せず混在することもない（少数だが他の群れのオス同士が接触し性的行動を行った例もある）。オスは枝を引きずりながら群れの中を走り回る・他個体に対して突進するなどして、自分の存在や優位を主張する行動を行うこともある。幼獣同士で互いに性器をこすりつけあう・成獣の性的行動に割り込む・成獣の性器を凝視する・交尾の真似をする・オスの幼獣がメスの成獣の性器に触れたり陰茎を挿入するなど、幼獣も遊びとしての性的行動を行う。成長するとこれらの遊びとしての性的行動の頻度は下がるが、生後13 - 15年が経過して成獣と同等に振る舞えるようになると社会行動として再び性的行動を行うようになる。
体位については、人間だけが行うと考えられていた正常位での性行動を行うことが発見されている。
妊娠期間は9か月。出産間隔は4 - 6年。授乳期間は3 - 5年。出産してから1年で再び発情するようになるが、授乳期間中は排卵が行われない。生後8 - 11年で思春期を迎え、生後14年で初産を迎える。寿命は30 - 50年。

## 知性

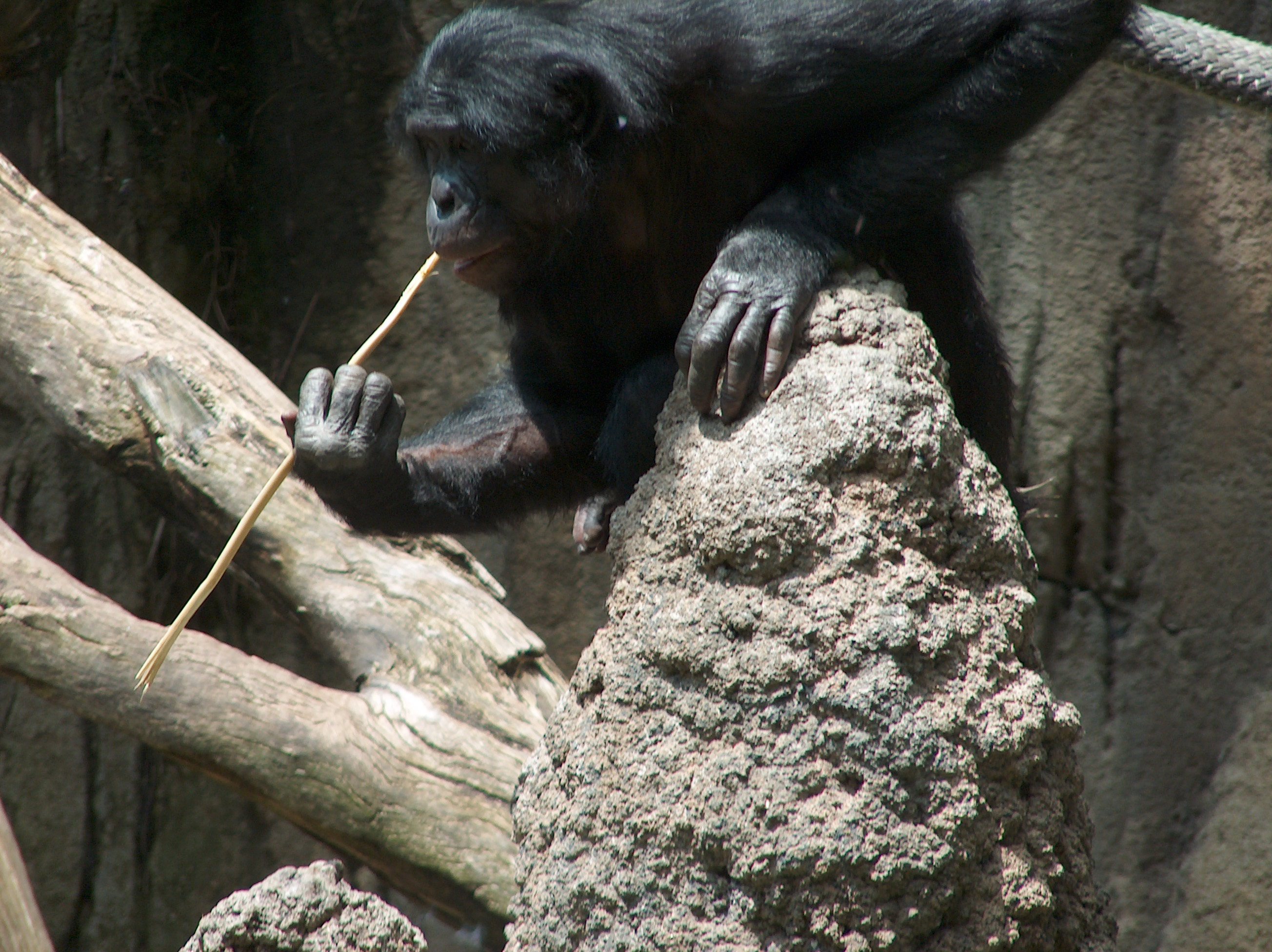
枝を使い、シロアリを釣り上げる

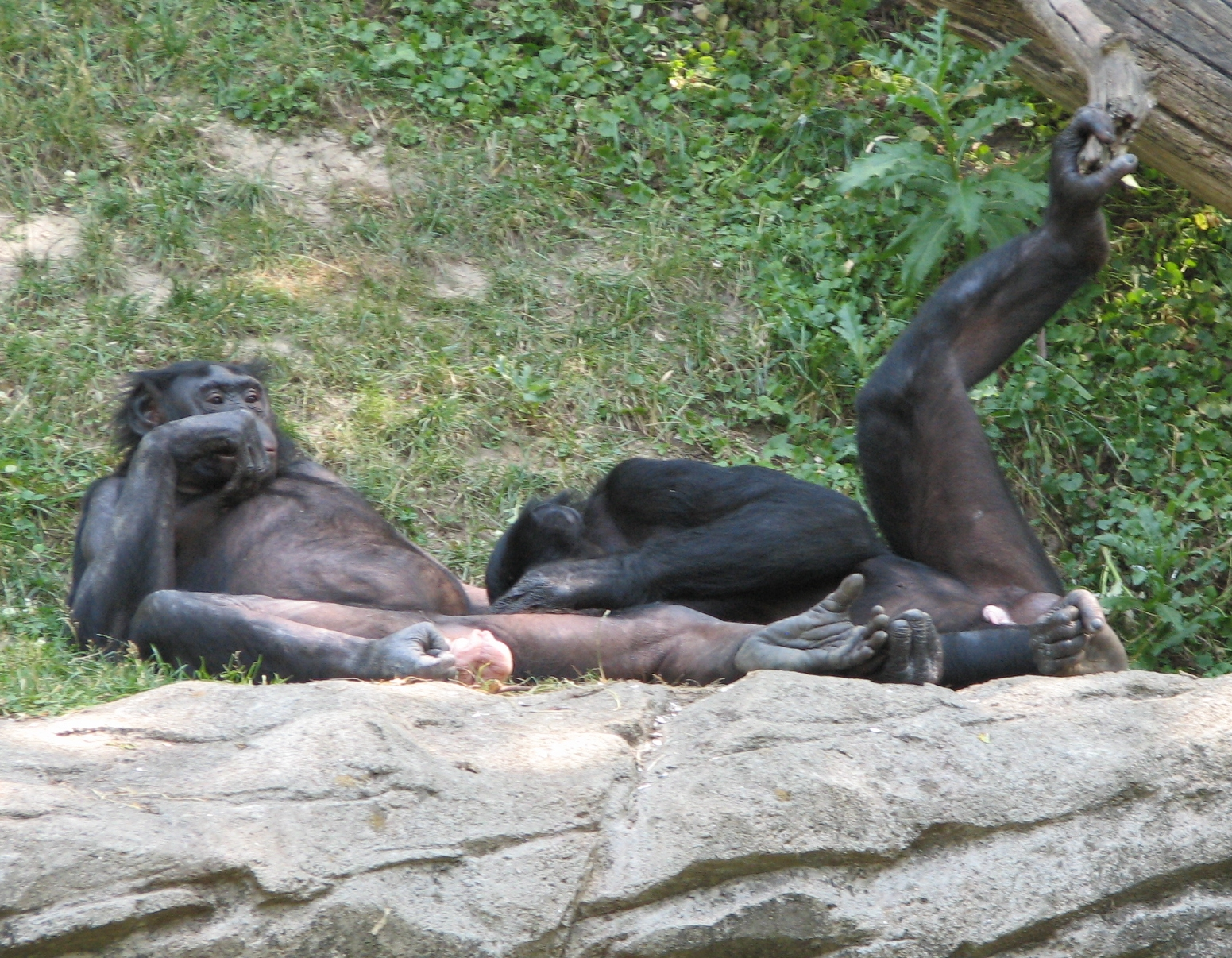
ボノボの性行動は人間のそれに近いことで知られる

多くの道具を使うことが知られている野生のチンパンジーとは異なり、野生のボノボは道具使用の報告がほぼ皆無である。一方、飼育下のボノボはチンパンジーと同様に、積木を高く積み上げたりカップを重ねたりする。

### カンジとパンバニーシャ
スー・サベージ・ランボーらは言葉を教えるプロジェクトを行い、カンジとパンバニーシャという2頭のボノボが英語を理解することを確認した。また、このプロジェクトで以下の事を自ら、または人間に声のみによる指示を受け行った。
- 薪を集め、マッチで火をつけ、たき火をする
- たき火でマシュマロを焼く
- 特殊なキーボードを使い、人間と会話する
- ルールを正確に理解し、パックマンで遊ぶ

パックマンのルールでは、普段はパックマンが敵に触れるとアウトになってしまうのに対し、「パワーエサ」と呼ばれるアイテムを取ってから一定時間の間は敵に触れることでボーナス点を取ることができる。つまり条件によって自分と敵との強弱の立場が逆転する。ボノボはこの複雑なルールを理解し、普段は敵から逃げ、パワーエサを取ってから一定時間敵を追いかけることができる。
スー・サベージ・ランボーのプロジェクトは2000年2月13日にNHKスペシャル『カンジとパンバニーシャ 天才ザルが見せた驚異の記録』で放送され、この番組のビデオも市販された。
カンジは2025年3月18日の午後に44歳で死んだ。

## 人間との関係
生息地では食用とされることもある。例外的にワンバ地区では食用とすることが禁忌とされていたため、保護区に指定された。
森林伐採や焼畑農業・内戦による生息地の破壊、食用（ブッシュミート）の狩猟などにより生息数は減少している。法的に本種の殺害や捕獲が禁止され、生息地が保護区に指定されるなど保護対策が行われている。一方でこれらの施行や保護区の管理は不十分で、密猟されることもある。1977年にチンパンジー属単位でワシントン条約附属書Iに掲載されている。
日本ではパン属（チンパンジー属）単位で特定動物に指定されている。動物園での飼育も行われている。野生に比べ、飼育されたボノボは毛の抜け落ちることが多い。健康状態の悪化やストレスが原因だと考えられている。

## 画像

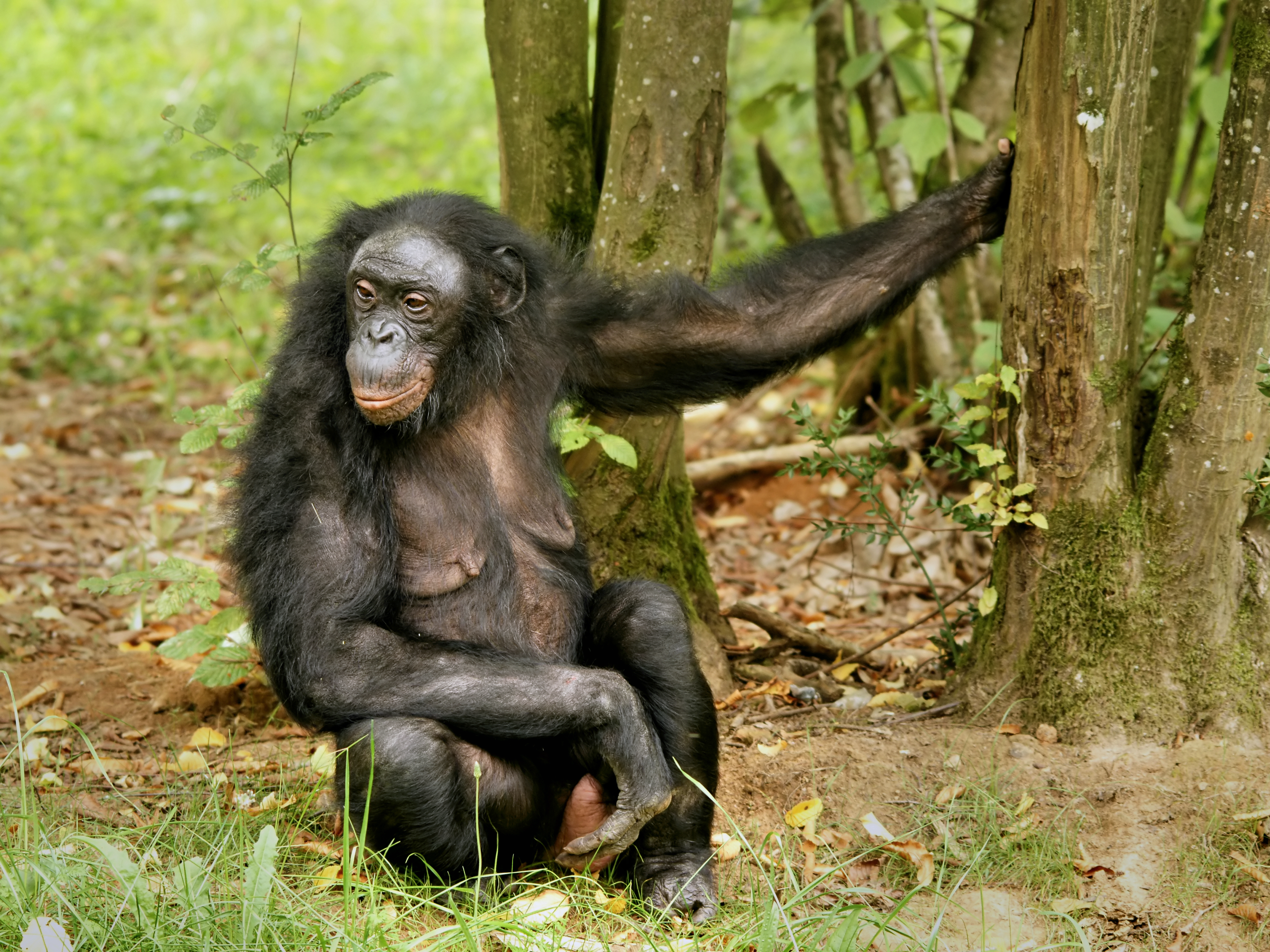
メス
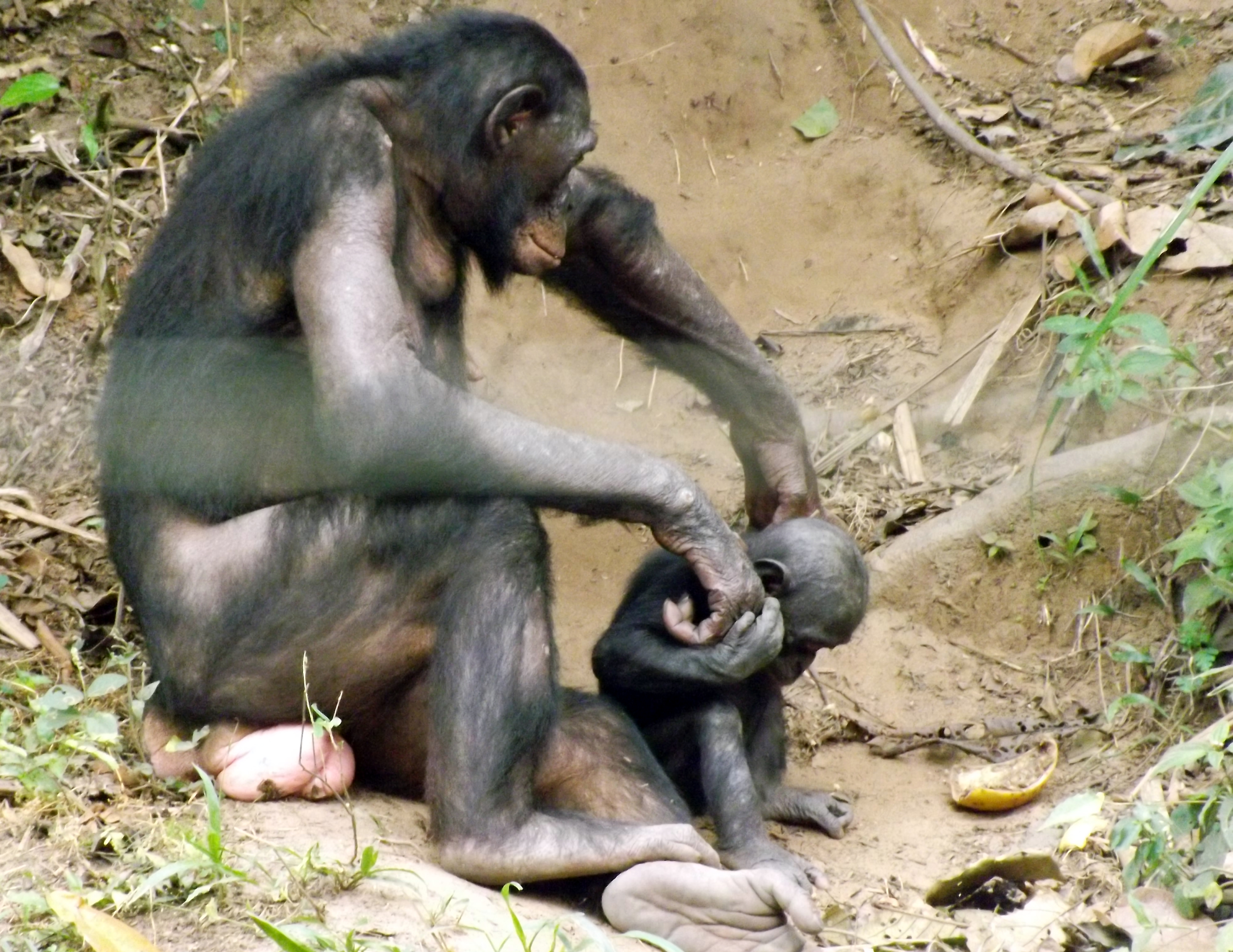
子の毛づくろいをする母親
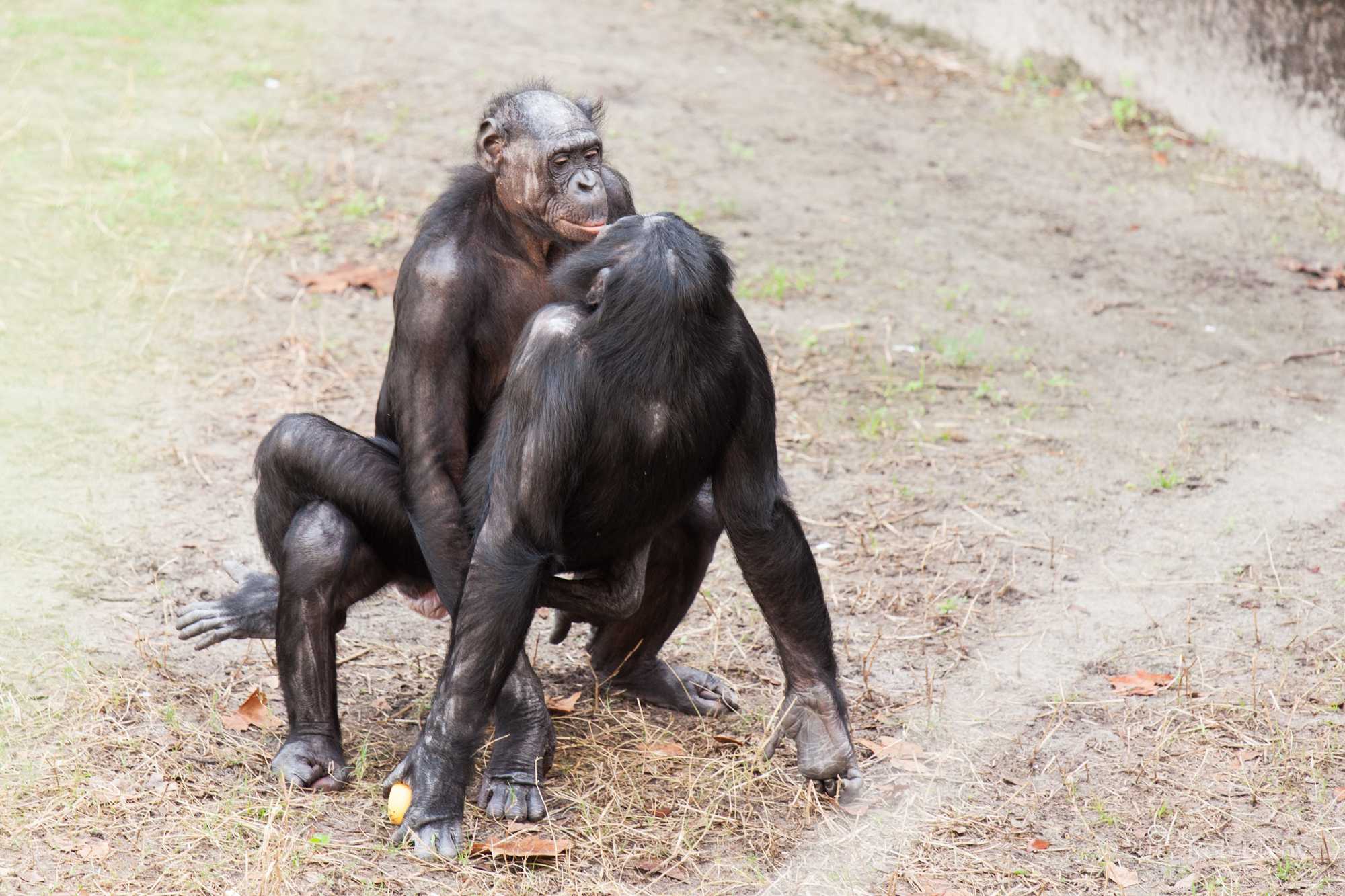
正常位での交尾